# Daniel Bertolino
Pour les articles homonymes, voir Bertolino.
Daniel Bertolino est un réalisateur, cameraman, monteur et producteur québécois, né en France le 1er septembre 1942. Spécialisé dans le documentaire d'exploration, il s'établit au Canada en 1967. Il est président et cofondateur du Groupe Via le Monde Inc., qui gère plus de cinquante ans d'archives audiovisuelles.

## Biographie
Né en France en 1942, Daniel Bertolino décroche une bourse Zellidja (1963) après avoir effectué, entre autres, deux voyages d'exploration, d'abord en Égypte, sur le chantier du barrage d'Assouan (1961), puis au Pakistan (1962), dont il rapporte des récits et des images filmées.
Il poursuit sa carrière de cinéaste à l’ORTF. Il fait partie de l'équipe de la série télévisée documentaire de François Montiel et Jean Thévenot, Camera Stop, carnet de voyage de Via le monde, et réalise avec Nicole Duchêne plusieurs épisodes, produits avec seulement 500 francs en poche. 
Il s’installe à Montréal au Canada en 1967 et il fonde avec François Floquet les Productions Via le Monde. Avec François Floquet, Annick Dousseau et Nicole Duchêne, il réalise des séries pour la télévision canadienne dont Plein Feux l’Aventure, Poste-Frontières, Défis, Des idées, des pays et des hommes, Poste-frontières, Laissez-passer, etc. Il initie un cycle de documentaires pour la jeunesse avec la série Les amis de mes amis. 
Dans les années 1970, il monte le pavillon de l’Exploration à Terre des Hommes. Il tourne  Les Primitifs, une série sur les modes de vie traditionnels dans le monde. Avec Diane Bertolino, il lance Les légendes indiennes du Canada, puis Les légendes du Monde. 
En 1983, il entreprend avec Catherine Viau, qui deviendra son associée, la production de la série Le Défi mondial, d’après l’œuvre de Jean-Jacques Servan-Schreiber, avec Peter Ustinov, en co-réalisation avec Daniel Creusot : ils produisent des anthologies sur l'histoire contemporaine (Le Défi mondial, Points Chauds, le Journal de l'histoire), avec une attention toute particulière sur l'Afrique (Rêves d'Afrique, L'Afrique de toutes façons, etc). Suivent des séries sur le développement durable, avec le réalisateur Grégoire Viau (Terre comprise, Si j’avais les ailes d’un ange, Agenda pour une petite planète). Et un cycle de séries sur le tourisme culturel et la gastronomie, toujours avec le réalisateur Grégoire Viau (Plaisirs de France, Plaisirs d’Italie, Plaisirs de Grèce, Plaisirs de Corse, Plaisirs des Iles, Relais gourmands). 
Traitant de l'histoire du Québec, il a produit et réalisé quelques portraits (Paul Gérin-Lajoie, Max Gros-Louis) et produit quelques documentaires sur l’histoire du patrimoine religieux dont Missionnaires, réalisé par Grégoire Viau, Oser un nouveau monde et Le génie du lieu (qu’il a réalisé). 
En 2016, il réalise avec Catherine Viau le Mythe de Napoléon au Canada français, d’après l’œuvre de Serge Joyal. À Notre-Dame de l’Ile Perrot, région qu’il habite depuis plus de 40 ans, il a développé le Théâtre de la Chapelle enchantée qui propose des créations locales sur l’histoire de l’île. 
Il a reçu le Prix Guy Mauffette (Prix du Québec) en 2013 et a été reçu Membre de l’Ordre du Canada en 2015. Il est l’auteur de quelques livres (Légendes Indiennes (Flammarion), Légendes du Monde (Nathan), Au cœur du monde Primitif (Boréal express), Le guide de l’Aventure (Boréal). 
Une exposition sur son expédition en Papouasie-Nouvelle-Guinée en 1971 lui est consacrée au musée régional de Vaudreuil Soulanges en 2016-2017.

## Filmographie

### Comme Réalisateur

#### Années 1960
- 1961 : Expedition Deloroda: Les Kalash
- 1962 : Musgum (Cameroun)
- 1962 : Les Hunzas (Cachemire)
- 1963 : Octobre en Afghanistan
- 1964-1967 : Camera Stop
- 1968 : Aujourd'hui: Révolution Cuba
- 1968 : Jeunes d'hier et d'aujourd'hui, Mexique
- 1968 : Plein feux l'Aventure

#### Années 1970
- 1970 : Nosotros Cubanos
- 1971 : Me no Savey
- 1972 : Archéologie sous-marine à Restigouche
- 1972 : La famille Papatie
- 1972 : Tamusi et Markosi
- 1973 : 20 ans, Centre Immaculée-Conception
- 1973 : Antilles françaises
- 1973 : Pygmées, les enfants de la forêt
- 1974 : Les Kalash, peuple infidèle
- 1975 : Les Kashkai d'Iran
- 1976 : Ahô... au cœur du monde primitif
- 1974 : La monnaie olympique
- 1976 : Postes frontières
- 1977 : Pakistan, The River of Life
- 1977 : Spécial Baie James
- 1977 : Laissez passer
- 1977 : Les amis de mes amis
- 1978 : Défis
- 1979 : À cœur battant

#### Années 1980
- 1980 : Des idées, des pays et des hommes
- 1980 : Les légendes indiennes du Canada
- 1980 : Le paradis des chefs
- 1982 : Daniel Bertolino, l'exploration et vous
- 1984 : Les légendes du monde
- 1984 : Astro, le petit robot (adaptation canadienne)
- 1985 : Le Défi mondial
- 1987 : Le centenaire de l'ingénierie
- 1987 : Le défi algérien
- 1987 : Points Chauds
- 1987 : Services secrets
- 1988 : ACDI, 20 ans
- 1989 : Santé du monde

#### Années 1990
- 1992 : Rêves d'Afrique
- 1994 : L'Afrique de toutes façons
- 1996 : Olympica
- 1999 : Terre comprise
- 1999 : Ma maison
- 1999 : Écoute ma musique

#### Années 2000
- 2000 : Agenda pour une petite planète
- 2001 : Kamchatka, une forêt pour aujourd'hui et pour demain
- 2001 : Max Groslouis Oné Onti, un chef contestataire
- 2002 : Paul Gérin La-joie, portrait d'un révolutionnaire tranquille
- 2002 : Plaisirs de Grèce
- 2002 : Repenser le monde
- 2002 : Nature & Traditions
- 2004 : Plaisirs des Iles
- 2004 : Plaisirs de Grèce
- 2004 : Le journal de l'histoire
- 2004 : La grande aventure du ski
- 2007 : La course autour de la grande tortue
- 2007 : Le saviez-vous?
- 2007 : Parcours singuliers
- 2007 : Les sommets de la gloire
- 2008 : Vivre au sommet

#### Années 2010
- 2010 : De par le monde
- 2011 : Ilot Saint-Pierre, un héritage pour la communauté
- 2012 : La Chapelle Enchantée, spectacle multimédia crée et réalisé par Daniel Bertolino et Lise Chartier, Notre-Dame-de-l'île-Perrot, Québec, Canada
- 2013 : Le grand héritage
- 2016 : Le génie du lieu
- 2016 : Oser un nouveau monde
- 2016 : Le mythe de Napoléon au Canada français

### Comme Producteur

#### Années 1960
- 1963 : Octobre en Afghanistan
- 1968 : Aujourd'hui: Révolution Cuba
- 1968 : Jeunes d'hier et d'aujourd'hui, Mexique
- 1968 : Plein feux l'Aventure

#### Années 1970
- 1970 : Nosotros Cubanos
- 1971 : Me no Savey
- 1971 : Tribulle
- 1972 : Archéologie sous-marine à Restigouche
- 1972 : La famille Papatie
- 1972 : Tamusi et Markosi
- 1973 : Des goûts, des formes et des couleurs
- 1973 : 20 ans, Centre Immaculée-Conception
- 1973 : Antilles françaises
- 1973 : Les primitifs
- 1973 : Pygmées, les enfants de la forêt
- 1974 : Les Kalash, peuple infidèle
- 1975 : Les Kashkai d'Iran
- 1976 : Ahô... au cœur du monde primitif
- 1974 : La monnaie olympique
- 1977 : Pakistan, The River of Life
- 1976 : Postes frontières
- 1977 : Spécial Baie James
- 1977 : Laissez passer
- 1977 : Les amis de mes amis
- 1978 : Défis
- 1978 : Au coin de ma rue
- 1979 : À cœur battant

#### Années 1980
- 1980 : Des idées, des pays et des hommes
- 1980 : Les légendes indiennes du Canada
- 1980 : J'ai mal au travail
- 1980 : Le paradis des chefs
- 1982 : Daniel Bertolino, l'exploration et vous
- 1982 : La Transamazone
- 1984 : Les légendes du monde
- 1984 : Astro, le petit robot
- 1985 : Le Défi mondial
- 1986 : Traquenards
- 1987 : Le centenaire de l'ingénierie
- 1987 : Le défi algérien
- 1987 : Points Chauds
- 1987 : Services secrets
- 1988 : Cinq défis pour le président
- 1988 : ACDI, 20 ans
- 1989 : Santé du monde
- 1989 : Bien dans sa peau

#### Années 1990
- 1990 : Fortunes
- 1990 : Éducation, option 2000
- 1991 : Les années pilule
- 1991 : Vie privée
- 1992 : Rêves d'Afrique
- 1992 : De jeunes en jeunes
- 1994 : L'Afrique de toutes façons
- 1996 : Olympica
- 1996 : Si j'avais les ailes d'un ange
- 1997 : SIDA=VIE
- 1997 : Et si je ne mourrais pas
- 1997 : Des héros ordinaires
- 1999 : Terre comprise
- 1999 : Ma maison
- 1999 : Écoute ma musique

#### Années 2000
- 2000 : Agenda pour une petite planète
- 2001 : Être heureux au pays des aveugles
- 2001 : Kamchatka, une forêt pour aujourd'hui et pour demain
- 2001 : Max Groslouis Oné Onti, un chef contestataire
- 2002 : Paul Gérin La-joie, portrait d'un révolutionnaire tranquille
- 2002 : Plaisirs de France
- 2002 : Plaisirs de Grèce
- 2002 : Plaisirs de Corse
- 2002 : Repenser le monde
- 2002 : Nature & Traditions
- 2003 : Plaisirs d'Italie
- 2004 : Plaisirs des Iles
- 2004 : Plaisirs de Grèce
- 2004 : Le journal de l'histoire
- 2004 : La grande aventure du ski
- 2007 : La course autour de la grande tortue
- 2007 : Relais gourmandes / Etapes gourmandes
- 2007 : Le saviez-vous?
- 2007 : Parcours singuliers
- 2007 : Mères courage
- 2007 : Les sommets de la gloire
- 2008 : Vivre au sommet

#### Années 2010
- 2010 : De par le monde
- 2010 : Devenir médecin au Mali
- 2010 : Marhaban Bikoum
- 2011 : Ilot Saint-Pierre, un héritage pour la communauté
- 2013 : Le grand héritage
- 2014 : Missionnaires
- 2016 : La joie des Mic
- 2016 : Le génie du lieu
- 2016 : Oser un nouveau monde
- 2016 : Le mythe de Napoléon au Canada français

## Publication
- Au cœur du monde primitif, avec la collaboration de François Floquet, Montréal, Les Éditions du Boréal Express, 1979.
- Légendes indiennes du Canada, Éditions La Chat perché-Flammarion, 1981.
- Légendes du Monde, Éditions Nathan, 1984.

## Prix et mentions
- Silver Medal, New York Film Festival, 1975 pour le film Me No Savey (sur la Nouvelle-Guinée).
- Prix du meilleur long métrage canadien de non-fiction au Festival du film canadien 1976 pour le film Aho... au cœur du monde primitif.
- Premier prix, Festival du Film Jeunesse de Paris 1978 pour le film Tamusi et Markosi, sur les enfants Inuit de Québec, série  Challenge.
- 5e prix du Festival du Film de la Croix-Rouge de Munich pour le film Rosanne Laflamme, série Challenge.
- Prix spécial de l'Union des Artistes - Festival du Film Bagdad-Irak, mars 1980, pour Les amis de mes amis.
- Prix spécial du Jury Festival du Film de Bagdad-Irak, mars 1980, pour le film Spécial Yasser Arafat.
- Grand Prix jeunesse International Unesco - Munich, juin 1982 pour le film Pitchi, Le Rouge-Gorge, Indian Legends of Canada.
- Prix du Festival International du court-métrage 1977 pour Wapistan et les oiseaux d'été, série Challenge.
- Diplôme Loisir Jeunesse (Paris) 1982 pour Légendes indiennes du Canada/Indian Legends of Canada.
- CFTA Awards, Toronto 1985, nomination pour Légendes indiennes du Canada/Indian Legends of Canada.
- Official selection, Festival of BANF 1986 - The World Challenge.
- Prix de l'Excellence au Festival Atlantique, Halifax, Nova Scotia The Grand-Pré Legend, Legends Of The World,
- La Presse (Montréal), prix de l'Excellence, to Catherine Viau's partner: man of the week (Daniel Bertolino), 12 01 1986 for the exceptional quality of The World Challenge
- Prix Gémeaux 1986 - Meilleur scénario, Production Documentaire pour The World Challenge
- Prix Gémeaux 1986 - Meilleur Documentaire pour The World Challenge
- Prix Gémeaux 1986 - Meilleur réalisateur, Production Documentaire pour The World Challenge
- Prix Gémeaux 1987 - Nommé - Meilleure production, Programme jeunesse pour Legends Of The World
- Prix Gémeaux 1987 - Nommé - Meilleure production documentaire pour Ingénierie 100 ans
- Le Sept d'or (Paris) 1987 - Nommé - Meilleure production pour Points chauds
- International Monitor Awards, Los Angeles 1988, "Finaliste - meilleure réussite documentaire" et "meilleur réalisateur" pour Ingénierie 100 ans
- Prix Gémeaux 1988 - Meilleur réalisateur de documentaire pour Points chauds – Iran
- Prix Gémeaux 1988 - Meilleure production de documentaire pour Points chauds – Iran
- Prix Gémeaux 1988 - Nommé, Meilleur programme de jeunesse pour Traquenards
- Sélection officielle au Red Cross Festival pour représenter le Canada à Varna (Bulgarie), avril 1989 pour Sauver une vie
- Second prix "Jeune Afrique", 9es Journées du Cinéma Africain et Créole, Montréal, mai 1993 pour Dreams of Africa
- Prix Gémeaux 1993, Nommé, Meilleur documentaire pour Dreams of Africa
- Prix Gémeaux 1994 - 4 Nominations pour le film de la semaine Les Marchands du silence, réalisé par François Labonté.
- Sélection officielle pour le Festival de la Santé de Mauriac (France), mars 1997 pour AIDS = LIFE. Grand prix du Jury pour la meilleure qualité scientifique.
- Vues d'Afrique 1998, mention spéciale à Grégoire Viau pour Persiste et signe, de la série Si j'avais les ailes d'un ange
- Vues d'Afrique 2000, mention spéciale à Grégoire Viau, Catherine Viau et Daniel Bertolino pour Plus jamais Restavek, sur Haïti
- Prix du Multiculturalisme (prix Gémeaux), de Patrimoine Canada, octobre 2000.
- Prix FIFA from Téléfilm Canada pour Anne Hébert 2001
- 2013 : Prix Guy-Mauffette pour sa carrière dans les domaines de la radio et de la télévision (Prix du Québec)
- Membre de l'Ordre du Canada le 1er juillet 2015
- Officier de l'Ordre national du Québec le 22 juin 2017
- Chevalier de l'ordre des Arts et des Lettres de la République française en 2018[5]